# Orophea thomsonii
Orophea thomsonii là một loài thực vật thuộc họ Annonaceae. Đây là loài đặc hữu của Ấn Độ.